# Новая Дубровка (Тверская область)
Новая Дубровка — опустевшая деревня в Спировском районе Тверской области.

## География
Находится в центральной части Тверской области на расстоянии приблизительно 19 км на юго-запад по прямой от районного центра поселка Спирово.

## История
На дореволюционных картах не отмечалась. До 2021 года входила в состав Выдропужского сельского поселения Спировского района до его упразднения.

## Население
Численность населения не была учтена как в 2002 году, так и в 2010.